# نیک وینتر
نیک وینتر (انگلیسی: Nick Winter; ۲۵ اوت ۱۸۹۴ – ۶ مهٔ ۱۹۵۵) ورزشکار پرش سه‌گام اهل استرالیا بود.